# Dawson (Minnesota)
Dawson es una ciudad ubicada en el condado de Lac qui Parle en el estado estadounidense de Minnesota. En el Censo de 2010 tenía una población de 1540 habitantes y una densidad poblacional de 403,12 personas por km².

## Geografía
Dawson se encuentra ubicada en las coordenadas 44°55′43″N 96°2′56″O / 44.92861, -96.04889. Según la Oficina del Censo de los Estados Unidos, Dawson tiene una superficie total de 3.82 km², de la cual 3.82 km² corresponden a tierra firme y (0%) 0 km² es agua.

## Demografía
Según el censo de 2010, había 1540 personas residiendo en Dawson. La densidad de población era de 403,12 hab./km². De los 1540 habitantes, Dawson estaba compuesto por el 97.4% blancos, el 0.39% eran afroamericanos, el 0.39% eran amerindios, el 0% eran asiáticos, el 0.13% eran isleños del Pacífico, el 0.58% eran de otras razas y el 1.1% pertenecían a dos o más razas. Del total de la población el 2.34% eran hispanos o latinos de cualquier raza.